# Черемшанский, Александр Евграфович
Александр Евграфович Черемшанский (1838—1905) — русский врач-психиатр, директор больницы «Всех скорбящих» для душевнобольных.

## Биография
Родился в 1838 году в Тобольске, там же получил гимназическое образование. Затем поступил в Медико-хирургическую академию, в которой окончил курс в 1861 году. Прослужил затем три года в Сибири, после чего был прикомандирован к медицинской академии и поступил в психиатрическую клинику (профессора Балинского), где приобрёл большой практический опыт работы с И. П. Мержеевским. Из клиники 1 января 1884 года он перешёл в больницу «Всех скорбящих». 
Не имея высшей медицинской степени, он многие годы числился «исполняющим обязанности» директора больницы.
С 1879 года активно участвовал в работе Общества психиатров в Санкт-Петербурге; был в нём секретарём, затем в течение многих лет был товарищем председателя.
Умер 3 (16) октября 1905 года. Похоронен на Ульянковском кладбище с братом Константином (ум. 24 марта 1898)
Перевёл на русский язык: «Болезни памяти» (СПб., 1881) и «Наследственность душевных свойств» (СПб., 1884) Т. Рибо; «Учебник психиатрии» Крафт-Эбинга (1882; 2-е изд. — 1890; 3-е изд. — 1897) и его же «Судебную психопатологию» (СПб.,1895); «Учебник болезней нервной системы» доцента невропатологии и электротерапии в Галльском университете Адольфа Зеелигмюллера. 